# Kent Township (Illinois)
Die Kent Township ist eine von 18 Townships im Stephenson County im Nordwesten des US-amerikanischen Bundesstaates Illinois.

## Geografie
Die Kent Township liegt im Nordwesten von Illinois, rund 20 km südlich der Grenze zu Wisconsin. Der Mississippi, der die Grenze zu Iowa bildet, befindet sich rund 50 km westlich.
Sie befindet sich auf 42°19′33″ nördlicher Breite und 89°51′44″ westlicher Länge und erstreckt sich über 91,94 km².
Die Kent Township liegt im Westen des Stephenson County und grenzt innerhalb dessen im Norden an die West Point Township, im Nordosten an die Waddams Township, im Osten an die Erin Township, im Südosten an die Loran Township und im Südwesten an die Jefferson Township. Im Westen grenzt die Kent Township an das Jo Daviess County.

## Verkehr
Durch die Township führt in West-Ost-Richtung der U.S. Highway 20,  der die kürzeste Verbindung von Dubuque in Iowa nach Rockford in Illinois bildet. Der Highway kreuzt innerhalb der Kent Township die Illinois State Route 73. Alle weiteren Straßen sind County Roads und weiter untergeordnete und zum Teil unbefestigte Fahrwege.
Durch die äußerste Nordostecke der Township verläuft eine Eisenbahnlinie der Canadian National Railway, die von Chicago nach Westen führt.
Der nächstgelegene Flugplatz ist der rund 30 km südöstlich der Township gelegene Albertus Airport bei Freeport, dem Zentrum der gesamten Region.

## Bevölkerung
Bei der Volkszählung im Jahr 2010 hatte die Township 702 Einwohner. Die Bevölkerung lebt neben Streubesiedlung in folgenden Siedlungen:
Village
- Lena1

Unincorporated Communities
- Kent
- Yellow Creek

1 – überwiegend in der West Point Township und teilweise in der Erin Township